# データ至上主義
データ至上主義（またはデータイズム、英語: Dataism）は、ビッグデータの新たな重要性の高まりによって生まれた考え方や哲学を説明するために使用されている用語である。
この用語は、歴史家であるユヴァル・ノア・ハラリが2015年の著書『ホモ・デウス』の中で、新たなイデオロギー、あるいは「情報の流れ」を「至高の価値」とする新しい宗教形態と呼んでいるものを説明するために拡張されてきた。芸術においては、バラバーシ・アルベルト・ラースローによって、データを主要なインスピレーション源とする芸術運動を指す用語として使用された。

## 歴史
「現代における台頭する哲学を述べよと言われたら、データ至上主義であると言うだろう」と、デイヴィッド・ブルックスは2013年2月に『ニューヨーク・タイムズ』紙に書いた。ブルックスは、複雑さが増す世界において、データに依拠することで認知バイアスを軽減し、「まだ気づいていない行動パターンを明らかにする」ことができると主張した。
2015年、スティーブ・ローアの著書『データイズム』は、ビッグデータが社会をどのように変革しているかを考察し、ビッグデータ革命を説明する用語としてこの言葉を用いた。
ユヴァル・ノア・ハラリは、2016年の著書『ホモ・デウス』の中で、すべての競合する政治的または社会的構造はデータ処理システムと見なすことができると主張している。「データ至上主義は、宇宙はデータの流れで構成され、あらゆる現象または実体の価値はそのデータ処理への貢献によって決定されると宣言する」ものであり、「人類全体を単一のデータ処理システムとして解釈することができ、個々の人間はそのチップとして機能する」と述べている。ハラリによれば、データ至上主義者は「より多くのメディアに接続することでデータフローを最大化したい」と考えるはずである。ハラリは、このプロセスの論理的帰結として、最終的には人間は人生における最も重要な決定、例えば誰と結婚するか、どの職業に就くかなどをアルゴリズムに委ねることになると予測している。ハラリは、アーロン・スウォーツはデータ至上主義の「最初の殉教者」と呼ぶことができると主張している。
2022年、バラバーシ・アルベルト・ラースローは、自然、社会、技術、そして人間の真髄を理解するための中心的な手段としてデータを位置付ける芸術運動を定義するために「データ至上主義」という用語を作り出した。この運動は、現代社会において芸術がその関連性を維持するためにデータと統合することの必要性を強調している。
データ至上主義は、個人の理解を超える現代の社会的、経済的、技術的領域の複雑さと相互接続性に対応するものである。科学、ビジネス、政治など様々な分野の方法論を芸術に取り入れることを提唱し、データ至上主義は、この融合が芸術がその意義と影響力を維持するために不可欠であると考えている。

## 批判
ハラリのデータ至上主義の特徴付けについて、セキュリティアナリストのダニエル・ミースラーは、人間は自身の重要性とデータの重要性を同時に信じることができるため、データ至上主義はハラリが主張するような自由主義的人間主義のイデオロギーへの挑戦ではないと考えている。
ハラリ自身も、データ至上主義では解明しそうにない意識の問題など、いくつかの批判を提起している。彼は、人間は有機体がアルゴリズムではないことを発見するかもしれないとも示唆している。データ至上主義は、システム全体を機能させるためにはすべてのデータ、たとえ個人データであっても公開されるべきであることを意味しており、これは今日すでに抵抗を示している要素である。
テリー・オルトリーブのような他のアナリストは、データ至上主義が人類にとってディストピア的な脅威となる範囲を考察している。
Facebookとケンブリッジ・アナリティカのデータスキャンダルは、政治指導者たちがFacebookユーザーのデータを操作して特定の心理的プロファイルを構築し、ネットワークを操作した方法を示した。データアナリストのチームは、ケンブリッジ・アナリティカがFacebookのデータを中心に開発したAI技術を再現し、以下のルールを定義することができた。10いいねで同僚のように人物を知ることができ、70いいねで友人のように、150いいねで親のように、300いいねで恋人のように知ることができ、それを超えると本人よりもよく知ることができる可能性がある。